# Hendrik Jan van Heek (1814-1872)
Hendrik Jan van Heek (Enschede, 4 september 1814 — aldaar, 4 januari 1872) was een lid van de textielfamilie Van Heek.
Hendrik Jan van Heek was een zoon van Helmich van Heek en Maria Geertruid ten Cate. Hij trouwde op 13 juni 1856 met Christina Alida Blijdenstein (1823 - 1859). Op 20 maart 1859 richtte hij de firma Van Heek & Co op samen met zijn broers Herman en Gerrit Jan. Hij was een vriend van Thorbecke, wiens gedachtegoed hij deelde. Vanaf 1845 was hij lid van de gemeenteraad van Enschede. Hendrik Jan van Heek overleed in 1872 en vanuit zijn nalatenschap is het Volkspark tot stand gebracht dat op 2 mei 1874 geschonken is aan de gemeente Enschede. Zijn broer Gerrit Jan deed hetzelfde met het G.J. van Heekpark.
Van Heek was Ridder in de Orde van de Nederlandse Leeuw.